# Músculo plantar
El músculo plantar delgado, también llamado musculus plantaris, está situado en la región posterior de la pierna, en un plano más profundo respecto al  gemelo; tiene tamaño y extensión variables y a veces puede faltar.

## Inserción

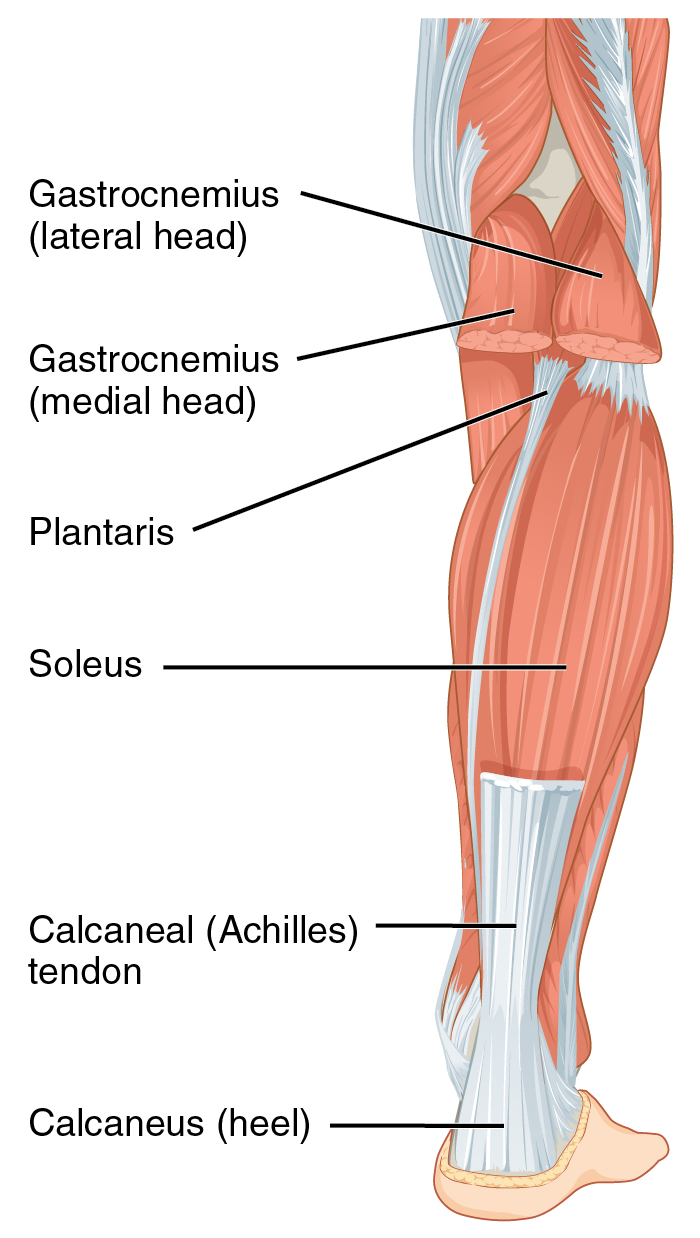
Músculos de la pierna que mueven el pie y los dedos.

Se origina en la parte inferior de la cresta supracondílea externa y en la superficie poplítea del fémur, por encima del gemelo externo. Su delgado tendón membranoso desciende entre los gemelos y el sóleo para insertarse en el lado interno del tendón de Aquiles o en la cara posterior del calcáneo. A veces se despliega de manera difusa en la fascia del lado interno de la articulación del tobillo y cápsula articular de la rodilla.

## Inervación
Lo inerva el nervio tibial.

## Acción
Su acción motora es muy débil, provoca la flexión plantar del pie y la flexión de la rodilla. 
Evita la compresión de los vasos tibiales posteriores al realizar la flexión de la rodilla. 